# Matthew Prior
Matthew Prior, angleški pesnik in diplomat, * 2. julij 1664, † 18. september 1721.